# Tel jour telle nuit

Tel jour telle nuit (FP 086) est un cycle de neuf mélodies pour voix et piano, composé par Francis Poulenc sur des poèmes de Paul Éluard en 1937.

## Histoire de l'œuvre
Le cycle est composé de novembre 1936 à janvier 1937. « Une ruine coquille vide », « Une roulotte couverte en tuiles », « Une herbe pauvre » et « Je n'ai envie que de t'aimer » sont achevées à Noizay en décembre 1936. Plusieurs mélodies sont terminées en janvier 1937 : « Bonne journée » et « Nous avons fait la nuit » sont finies à Lyon, « À toutes brides » et « Figure de force brûlante et farouche » à Paris, et « Le front comme un drapeau perdu » à Monte-Carlo.
Il est créé le 3 février 1937, par Pierre Bernac (baryton) et le compositeur (piano).

## Titres
1. Bonne journée
2. Une ruine coquille vide
3. Le front comme un drapeau perdu
4. Une roulotte couverte en tuiles
5. À toutes brides
6. Une herbe pauvre
7. Je n'ai envie que de t'aimer
8. Figure de force brûlante et farouche
9. Nous avons fait la nuit

## Source des poèmes
Tous les poèmes proviennent du recueil Les Yeux fertiles (1936), sauf « Nous avons fait la nuit », dernier poème du court recueil Facile (1935).
« Bonne journée » reprend la première partie du poème « À Pablo Picasso ». « Une ruine coquille vide » reprend le poème « Je croyais le repos possible ». « Le front comme un drapeau perdu » reprend le poème « Être ». « Une roulotte couverte en tuiles » reprend le poème « Rideau ». « À toutes brides » est la deuxième section du poème « Intimes », « Je n'ai envie que de t'aimer » en est la cinquième section, et « Figure de force brûlante et farouche » en est la quatrième. « Une herbe pauvre » est la troisième section du poème « Balances ».

## Dédicataires
« Bonne journée » est dédié à Pablo Picasso, « Une ruine coquille vide » à Freddy, « Le front comme un drapeau perdu » à Nusch Éluard, « Une roulotte couverte en tuiles » à Valentine Hugo, « À toutes brides » et « Une herbe pauvre » à Marie-Blanche de Poulignac, « Je n'ai envie que de t'aimer » à Denise Bourdet, « Figure de force brûlante et farouche » à Pierre Bernac, et « Nous avons fait la nuit » à Yvonne Gouverné.

## Discographie
- Pierre Bernac (baryton) et Francis Poulenc (piano) en 1961 - Testament.
- Bernard Kruysen (baryton) et Noël Lee (piano) en 1983 - Arion.
- Ian Bostridge (ténor) et Julius Drake (piano) en 2004 - EMI.
- Barbara Hendricks (soprano) et Love Derwinger (piano) en 2007 - Arte Verum.